# Sjavkat Mirzijojev
Sjavkat Miromonovitsj Mirzijojev (Russisch: Шавкат Мираманович Мирзиёев;  Zomin, 24 juli 1957) is sinds 5 december 2016 de president van Oezbekistan. Hij werd met ruim 88% van de stemmen gekozen. Hij is de opvolger van Islom Karimov die op 2 september 2016 overleed.

## Biografie
Mirzijojev studeerde in Tasjkent aan het Instituut voor Landbouw. Van 1974 tot aan het uiteenvallen van de Sovjet-Unie werkte hij in de landbouw, vooral op het gebied van irrigatie. In het onafhankelijke Oezbekistan was hij tussen 1996 en 2001 gouverneur van de provincie Jizzax en tussen 2001 en 2003 was hij gouverneur van Samarkand. Van 2003 tot 2016 was hij de premier van Oezbekistan. President Islom Karimov benoemde hem als opvolger van O‘tkir Sultonov.
Het Oezbeekse parlement heeft op 8 september 2016 premier Mirzijojev aangewezen als interim-president. Hij volgde voorlopig president Karimov op na diens overlijden een week eerder. Op 4 december werden er verkiezingen gehouden voor een nieuwe president, maar vooraf was Mirzayoyev als interim-staatshoofd al zeker van deze positie. Hij werd gekozen met 88,6% van de stemmen, maar - naar de traditie van het land - was er waarschijnlijk geen sprake van vrije verkiezingen en verder worden onafhankelijke media en oppositie in het land nauwelijks geduld..
Mirzijojev wil de geïsoleerde positie van het land beëindigen en streeft naar betere relaties met de buurlanden. Na zijn aantreden liet hij zeventien politieke gevangenen vrij. Echter zouden volgens bronnen nog steeds de mensenrechten worden geschonden en is er op grote schaal sprake van kinderarbeid in het land.
In oktober 2021 werd Shavkat Mirziyoyev herkozen tot president van Oezbekistan.